# Elmer Clifton

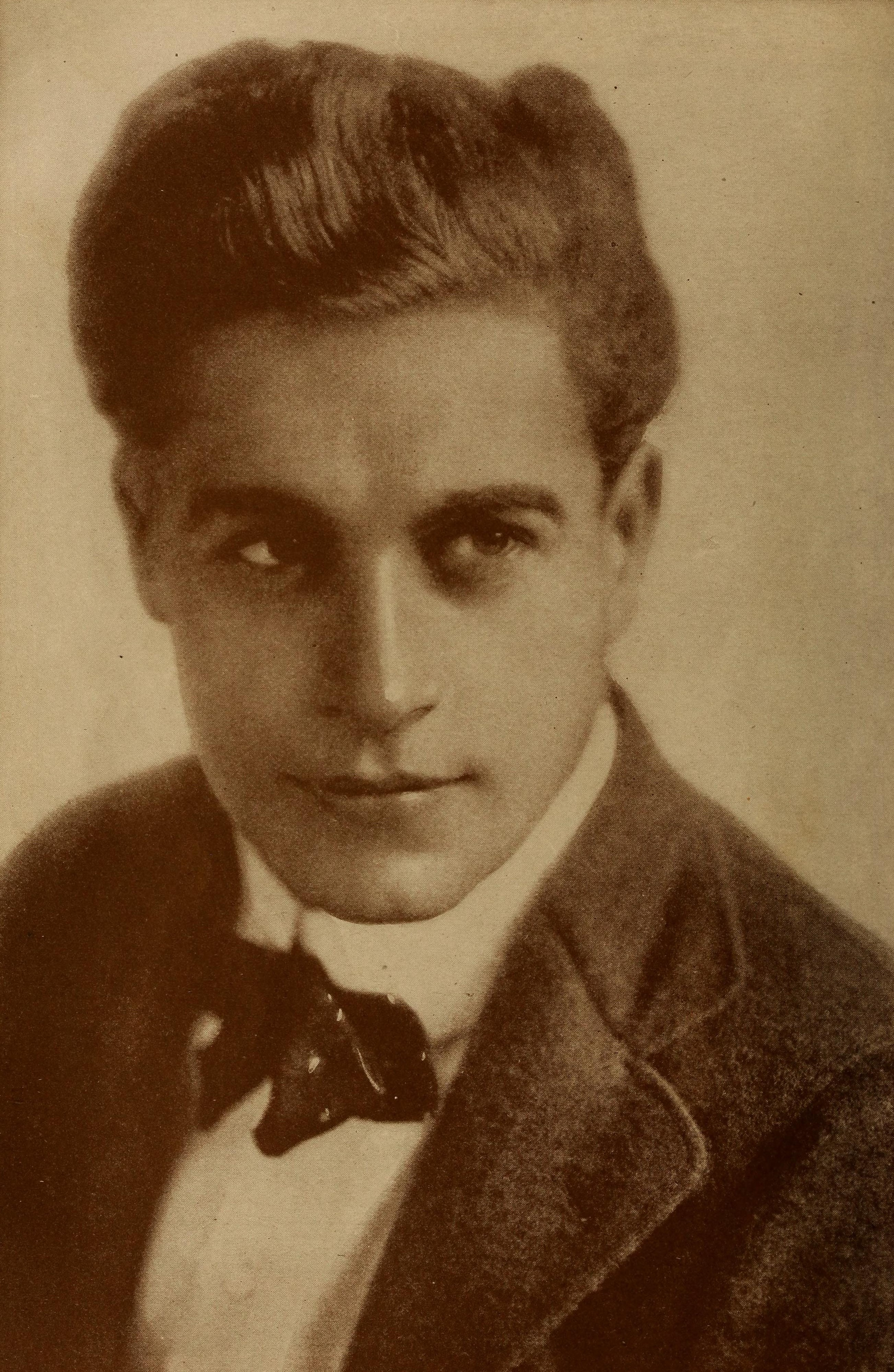
Elmer Clifton (1917)

Elmer Clifton (* 14. März 1890 in Chicago, Illinois; † 15. Oktober 1949 in Los Angeles, Kalifornien) war ein US-amerikanischer Filmregisseur, Drehbuchautor, Filmproduzent und Schauspieler.

## Leben
Elmer Clifton stand ab 1907 als Schauspieler auf den Theaterbühnen, bevor er ab 1912 zum Filmgeschäft kam. Er trat in vielen Filmen von David Wark Griffith auf, darunter auch in Die Geburt einer Nation (1915) als junger Soldat sowie in Intoleranz (1916) als frauenverführender Dichter aus Babylonien. Obgleich er mit einem guten Aussehen teils auch Hauptrollen erlangte, zeigte sich schon früh an Arbeiten hinter der Kamera interessiert. So fungierte er als Regieassistent von Griffith bei vielen seiner Filme. Seinen ersten eigenständigen Film inszenierte Clifton bereits 1915 mit dem Kurzfilm-Drama The Artist’s Wife. Im Jahre 1917 gab er die Schauspielerei auf, um fortan ausschließlich als Regisseur zu arbeiten. Seine Mentoren waren dabei D. W. Griffith und Joseph Henabery. Insgesamt sollte Clifton bis zu seinem Tod fast 100 Filme drehen.
Bereits Ende der 1910er-Jahre inszenierte Clifton erfolgreiche Spielfilme mit bekannten Namen wie Herbert Rawlinson, Dorothy Gish und Rudolph Valentino. Die meisten seiner Stummfilme sind allerdings verschollen. 1922 drehte er das aufwendige Liebesdrama Down to the Sea in Ships, wo er Clara Bow in einer Nebenrolle besetzte, die ein Meilenstein für ihren Aufstieg zum Superstar war. Eine Tragödie passierte jedoch bei Cliftons Drama The Warrens of Virginia, wo das Rüschenkleid von Hauptdarstellerin Martha Mansfield Feuer fing und sie wenig später an ihren Brandverletzungen starb. Clifton leistete ebenfalls Pionierarbeit, als er einige frühe Technicolor-Kurzfilme drehte. Mit Beginn des Tonfilmes Ende der 1920er-Jahre blieb er ein vielbeschäftigter Regisseur, der nun zumeist B-Movies für kleinere Poverty-Row-Studios drehte. Er inszenierte beispielsweise den Anti-Drogen-Exploitationfilm Assassian of Youth (1937) sowie im Jahre 1944 die erste Verfilmung der Comicserie Captain America. Bei vielen seiner Filme war er neben der Regie auch für Drehbuch sowie Produktion zuständig.
Im Jahre 1949 drehte Clifton mit Sally Forrest in der Hauptrolle das Drama Verführt, als er einen Herzinfarkt erlitt, sodass Ida Lupino den Film zu Ende drehen musste (für Lupino bedeutete das den Start zu einer langjährigen Regiekarriere). Elmer Clifton starb kurz nach der Premiere des Filmes im Alter von 59 Jahren an einer Intrazerebralen Blutung.

## Filmografie (Auswahl)

### Als Schauspieler
- 1912: The Lake of Dreams
- 1915: The Broken Toy
- 1915: Die Geburt einer Nation (The Birth of a Nation)
- 1915: The Lily and the Rose
- 1916: Intoleranz (Intolerance)
- 1917: Nina, the Flower Girl

### Als Assistenzregisseur
- 1915: Die Geburt einer Nation (The Birth of a Nation)
- 1916: Intoleranz (Intolerance)
- 1920: Weit im Osten (Way Down East)

### Als Regisseur
- 1915: The Artist's Wife
- 1917: The Flame of Youth
- 1919: Nugget Nail
- 1922: Down to the Sea in Ships
- 1924: The Warrens of Virginia
- 1931: Maid to Order
- 1936: Custer's Last Stand
- 1937: Assassin of Youth
- 1937: Slaves in Bondage
- 1938: The Secret of Treasure Island
- 1941: City of Missing Girls
- 1943: The Blocked Trail
- 1944: Captain America
- 1944: Seven Doors to Death
- 1949: The Judge
- 1949: Verführt (Not Wanted)
- 1950: The Silver Bandit